# Henrik Dønnestad
Henrik Dønnestad, född 12 oktober 1996, är en norsk längdskidåkare.

## Karriär
Dønnestad debuterade i världscupen i längdskidåkning år 2018. Han tog sin första pallplats (tredjeplats) i världscupen den 17 december 2023. Den andra pallplatsen (andraplats) tog han den 4 januari 2024.